# Marcinowo (powiat ełcki)
Marcinowo – wieś w Polsce położona w województwie warmińsko-mazurskim, w powiecie ełckim, w gminie Kalinowo.
W latach 1975–1998 miejscowość należała administracyjnie do województwa suwalskiego.